# Deichverband der I. Meile Altenlandes
Der Deichverband der I. Meile Altenlandes ist ein Deichverband mit Sitz in Hollern-Twielenfleth.

## Verbandsgebiet
Der Deichverband ist für ein 6.300 Hektar großes Gebiet im Osten des Landkreises Stade zuständig, welches alle im Schutz der Deiche der Elbe, Schwinge und Lühe gelegenen Grundstücke bis zu einer Höhe von NN +7,00 m inklusive der innerhalb dieses Gebietes liegenden höheren Bodenerhebungen umfasst.
Die Hauptdeichlinie im Verbandsgebiet entlang der Elbe ist 11,2 Kilometer lang. Sie verläuft vom Schwingesperrwerk im Nordwesten bis zum Lühesperrwerk im Südosten. Die Länge der Schutzdeiche an Schwinge und Lühe beträgt 14,5 Kilometer und erstreckt sich über den rechten Schwingedeich von der Salztorschleuse im Stader Hafen bis zum Schwingesperrwerk und den linken Lühe- und Auedeich von Horneburg bis zum Lühesperrwerk.
Das Verbandsgebiet des Deichverbandes der I. Meile Altenlandes grenzt im Nordwesten an das Verbandsgebiet des Deichverbandes Kehdingen-Oste und im Südosten an das Verbandsgebiet des Deichverbandes II. Meile Alten Landes.

## Aufgaben
Der Deichverband hat die Aufgabe, Grundstücke im Verbandsgebiet vor Sturmfluten und Hochwasser zu schützen. Dazu unterhält er die im Verbandsgebiet liegenden Hauptdeiche.

## Verbandsstruktur
Der Verband wird von einem als Meilversammlung bezeichneten Ausschuss vertreten, der von den Verbandsmitgliedern gewählt wird. Die Meilversammlung besteht aus 19 Mitgliedern, die als Deichgeschworene bezeichnet werden. Dazu kommen elf Stellvertreter. Die Meilversammlung wählt den als „Oberdeichamt“ bezeichneten Vorstand, welcher mit neun Vorstandsmitgliedern, Deichrichter genannt, besetzt ist. Für jeden Deichrichter wird ein Stellvertreter gewählt.
Mitglieder des Verbandes sind alle Grundeigentümer und Erbbauberechtigten der im Verbandsgebiet gelegenen Grundstücke.